# Urano Bacelar
Urano Teixeira da Mata Bacelar GOMM (Bagé, 20 de agosto de 1947 — Porto Príncipe, 7 de janeiro de 2006) foi um general de divisão combatente do Exército Brasileiro. 

## Biografia
Foi comandante do Curso Básico da Academia Militar das Agulhas Negras em 1990.
Coronel de infantaria do 25.º Batalhão de Infantaria Paraquedista (25.º BIP) no Rio de Janeiro, Urano Bacelar foi nomeado em 1995 pelo presidente Fernando Henrique Cardoso como sucessor do coronel Armando Avólio Filho no cargo de adido do Exército junto à Embaixada do Brasil na Inglaterra, chefiado pelo ministro do Exército Zenildo de Lucena.
Entre 1996 e 1998, foi escolhido para integrar a representação do Brasil na Junta Interamericana de Defesa em Washington, D.C. sob o general do Estado-Maior das Forças Armadas Benedito Leonel.
Foi feito comandante da 17.ª Brigada de Infantaria de Selva. Em 2000, já havia sido promovido a general de brigada combatente. Em 2002, exerceu o cargo de subchefe do Estado-Maior do Exército. Em novembro de 2004, foi promovido ao posto de general de divisão combatente.
Admitido à Ordem do Mérito Militar em 1993 no grau de Cavaleiro ordinário, foi promovido a Comendador ordinário em 2000 e a Grande-Oficial em 2004.
Especialista em guerra na selva, foi comandante militar da Missão das Nações Unidas para a estabilização no Haiti (Minustah) desde 31 de Agosto de 2005, quando substituiu o general Augusto Heleno Ribeiro Pereira, até  o dia 7 de janeiro  de  2006, quando foi encontrado morto por um ferimento de arma de fogo na cabeça, em seu quarto de hotel, em Porto Príncipe. O episódio foi considerado como suicídio.

## Morte no Haiti
No dia 7 de janeiro de 2006, Bacellar foi encontrado morto em seu quarto no Hotel Montana, em Porto Príncipe. O informe foi feito por militares filipinos responsáveis por sua segurança. Seu corpo foi levado por uma aeronave C-130 da FAB para Brasília, onde sua necropsia realizada pelos legistas Eduardo Reis e Malthus Galvão do IML do Distrito Federal concluiu que a causa da morte de Bacellar havia sido suicídio. Em coletiva, o então diretor-geral da Polícia Civil do DF, Laerte Bessa, confirmou que o tiro havia sido disparado em sua boca, de baixo pra cima, passando pelo palato e atravessando a cabeça na parte posterior. Além disso, outras evidências como o calibre da perfuração sendo compatível com o de uma munição de 9mm, mesmo calibre da pistola do General, "indícios de pólvora nas mãos" e a comprovação de que não houve luta corporal apontavam para a hipótese de suicídio.
Em 21 de Janeiro de 2011, o Jornal britânico Guardian UK, publicou que cabos liberados através de Wikileaks revelam que o Presidente da República Dominicana Leonel Fernandez, sem apresentar evidências, suspeitava que Bacelar teria sido assassinado pelo grupo de rebeldes armado pelo governo americano e liderado por Guy Philippe, ex-miltar e ex-chefe de polícia de um grupo de rebeldes que atuou no golpe que depôs o então presidente do Haiti, Jean-Bertrand Aristide. Os cabos revelam que, de acordo com o presidente Fernandez, o mandato do grupo de rebeldes seria promover o caos no Haiti e que o mesmo grupo teria assassinado anteriormente um membro do MINUSTAH canadense e um jordaniano. O assassinato teria sido em resposta à resistência de Bacellar em usar força nas favelas Haitianas em Cidade Soleil, em oposição à pressão americana e a uma campanha de pressão feita pelo presidente da Câmara de Comércio do Haiti Reginald Boulos e por André Apaid, dono de várias empresas de exploração de trabalhadores (sweatshops) no Haiti e que desempenharam papel importante no golpe que depôs Aristide.
Visto por seus colegas de farda como uma pessoa extremamente ponderada, calma, que mesclava o conhecimento técnico dos temas militares com uma preocupação cultural, Urano parecia ser o oposto do suicida. Quando foi escolhido para suceder o general de divisão Augusto Heleno, seu colega de turma, para comandar as tropas da ONU no Haiti, passou por uma sabatina na sede da ONU, sendo aprovado com louvor.